# Краљевина Астурија
Краљевина Астурија (латински: Regnum Asturorum) је била хришћанска држава на Иберијском полуострву која је постојала у периоду од 718. до 924. године. Основана је 718. године, убрзо након маварског освајања Иберијског полуострва те је представљала језгро хришћанског елемента на Полуострву. Године 924. Астурија је уједињена са Краљевином Леон.

## Историја
Визиготски краљ Родриго поражен је 711. године у бици код Гвадалете. У бици је највероватније изгубио и живот јер се више не помиње у историјским изворима. У бици код Гвадалете учествовао је и Дон Пелајо који се, након пораза, повлачи на север и оснива малу државу на северу Иберијског полуострва. Краљевина Астурија постала је упориште хришћана на Иберијском полуострву. Маварски напад одбијен је у бици код Ковадонге (722) која је Пелају донела велику славу. Након битке, Пелајо је очистио своју државу од муслимана. Мавари више никада нису били озбиљна претња Астурији. Битка код Ковадонге означава почетак реконкисте тј. крсташког рата који је на Иберијском полуострву вођен све до хришћанског освајања Шпаније 1492. године. Пелајов син, Алфонсо I Астурски је такође водио рат са Маварима. Годие 740. ослободио је Галицију, а 754. године и Леон. Током владавине следећих краљева Галиција је изгубљена. Повратио ју је краљ Сило (774-783). Маурегат, следећи владар, одбио је маварски напад на Астурију. Маурегатов наследник, Бермудо I Ђакон, поражен је од Мавара у бици код реке Бурбије. Због тога је абдицирао у корист Алфонса II. Алфонсо је на почетку владавине водио успешне ратове против Мавара. Успео је освојити Лисабон 798. године, а 825. године својој држави припаја области Галиције, Леона и Кастиље. Алфонсо је преговарао са франачким царем Карлом Великим. Нису нам познати резултати ових преговора. Такође, овај владар преноси престоницу из Правије у Овиједо. У наредном периоду држава слаби. Вођен је грађански рат око престола у коме победу односи Рамиро I. Астурски владари удружују се са владарима осталих хришћанских држава ради заједничке борбе против кордопског емира Абдурахмана III. Након присилне абдикације Алфонса III Великог (910), Краљевина Астурија подељена је на три одвојена краљевства: Леон, Галицију и Астурију. Краљевства су поново уједињена 924. године под круном Леона. Астурија је наставила да постоји под тим именом све до 1230. године када је прикључена Краљевини Кастиљи. Фернандо III од Кастиље постао је заједнички владар.